# Meriem Saâdane
 (novembre 2016).
Si vous disposez d'ouvrages ou d'articles de référence ou si vous connaissez des sites web de qualité traitant du thème abordé ici, merci de compléter l'article en donnant les références utiles à sa vérifiabilité et en les liant à la section « Notes et références ».
Meriem Saâdane, née le 14 juillet 1932 à Merouana dans les Aurès, près de Batna et morte le 22 juin 1958 à Hamma Bouziane, près de Constantine, est une infirmière algérienne. Militante nationaliste, elle a participé à la guerre d'indépendance algérienne en soignant les moudjahidine blessés. Elle est la sœur aînée de Fadila Saâdane.

## Biographie

### Famille, enfance et éducation
Meriem Saâdane naquit le 14 juillet 1932 à Merouana dans les Aurès, près de Batna en Algérie, de Mohammed Salah Saâdane et de Khedidja Chettab. Son père, originaire de Merouana dans les Aurès, officiait en tant qu’instituteur, après avoir abandonné la profession d'avocat à Aïn M'lila à la suite d'un incident survenu avec le juge du tribunal de cette localité. La famille quitta Ksar el Bokhari pour Saint-Arnaud près de Sétif à l'est de l'Algérie. Lorsque son père décéda en 1940, la famille retourna provisoirement à El Harrouch auprès des proches du côté maternel, où a commencé la scolarité de la jeune fille, puis décida de s’installer définitivement à Constantine, où elle vécut dans le quartier arabe, à la rue Abdallah Bey.
À Constantine, elle entra au Collège de Jeunes Filles, où elle a reçu le brevet d’enseignement moyen en 1949. Elle rejoignit ensuite l'école de l'infirmerie et elle obtint son diplôme en 1951. Elle entra en activité à l’hôpital de Constantine en 1953.

### Parcours militant
Devenue infirmière en 1951, elle rejoint, dès le déclenchement de la guerre de libération, les cellules secrètes de la ville de Constantine. Soignant les moudjahidines blessés et se chargeant de leur approvisionnement, elle est arrêtée en janvier 1958. Relâchée, elle est à nouveau arrêtée en mai 1958 et conduite au Centre de renseignement et d’action de la ferme Ameziane. Là-bas, elle subit les pires sévices et est torturée jusqu’à la mort par les soldats français .

### Sa mort
Le 22 juin 1958, les soldats français se débarrassent de son corps atrocement mutilé et de ceux de 52 autres militants constantinois parmi lesquels Tewfik Khaznadar qu’ils jettent dans la grotte de Djebel Boughareb. Mériem avait tout juste 26 ans.